# كريس كورب
كريس كورب (بالإنجليزية: Chris Korb)‏ هو لاعب كرة قدم أمريكي في مركز الدفاع، ولد في 8 أكتوبر 1987 في غيتس ميلز في الولايات المتحدة. لعب مع دي.سي. يونايتد.

## وصلات خارجية
- كريس كورب على موقع الدوري الأمريكي (الإنجليزية)
- كريس كورب على موقع قاعدة بيانات كرة القدم.إي يو (الإنجليزية)
- كريس كورب على موقع Soccerbase.com (لاعب) (الإنجليزية)
- كريس كورب على موقع Soccerway.com (الإنجليزية)
- كريس كورب على موقع عالم كرة القدم.نت (الإنجليزية)
- كريس كورب على موقع AS.com (الإسبانية)